# Diana e Atteone (arte)

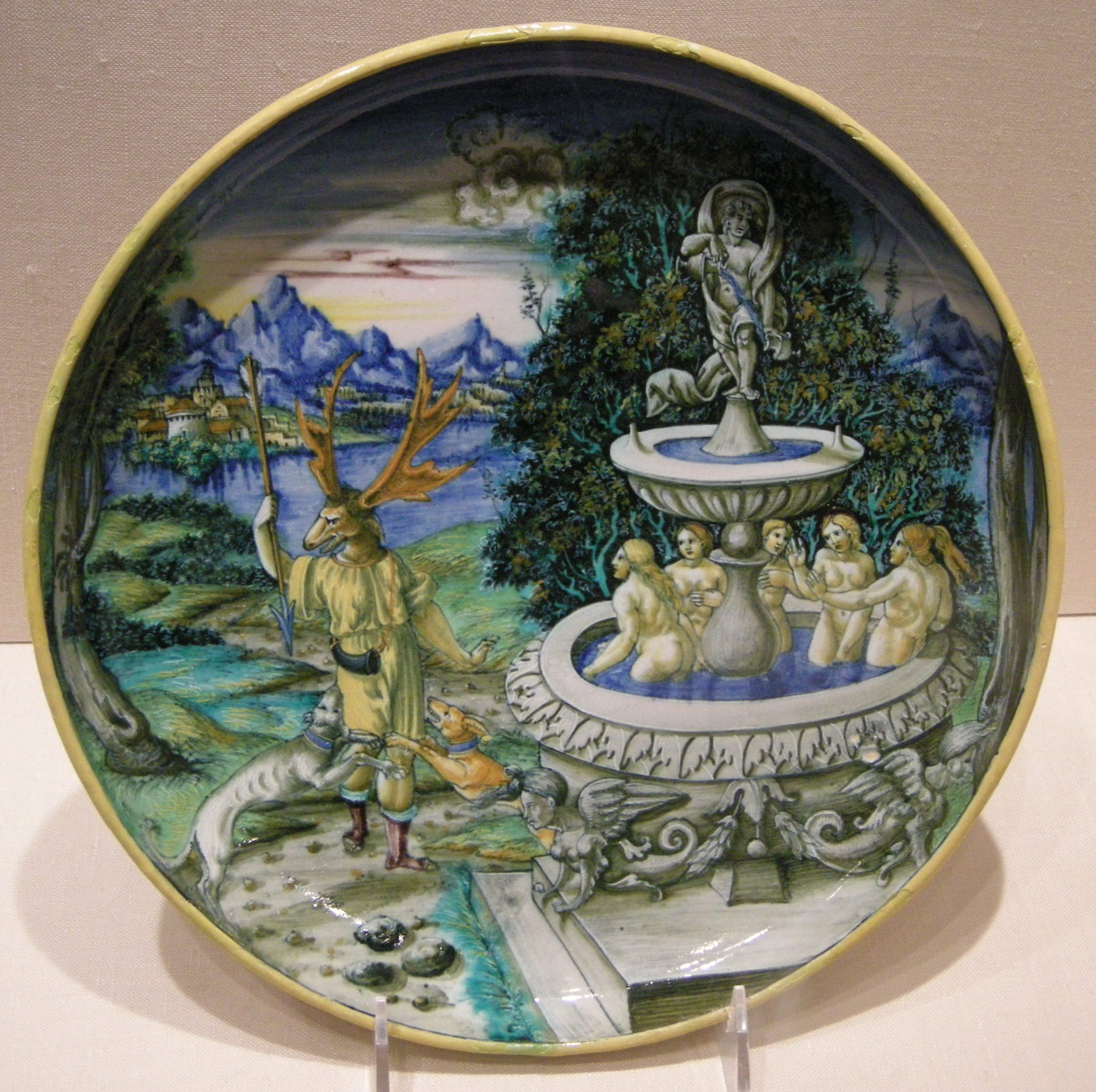
L'episodio raffigurato in una maiolica italiana del 1525-1530 circa.

Diana e Atteone è un soggetto classico della pittura, della scultura e della musica che godette di una diffusione amplissima tra il sedicesimo e il diciottesimo secolo.

## Descrizione

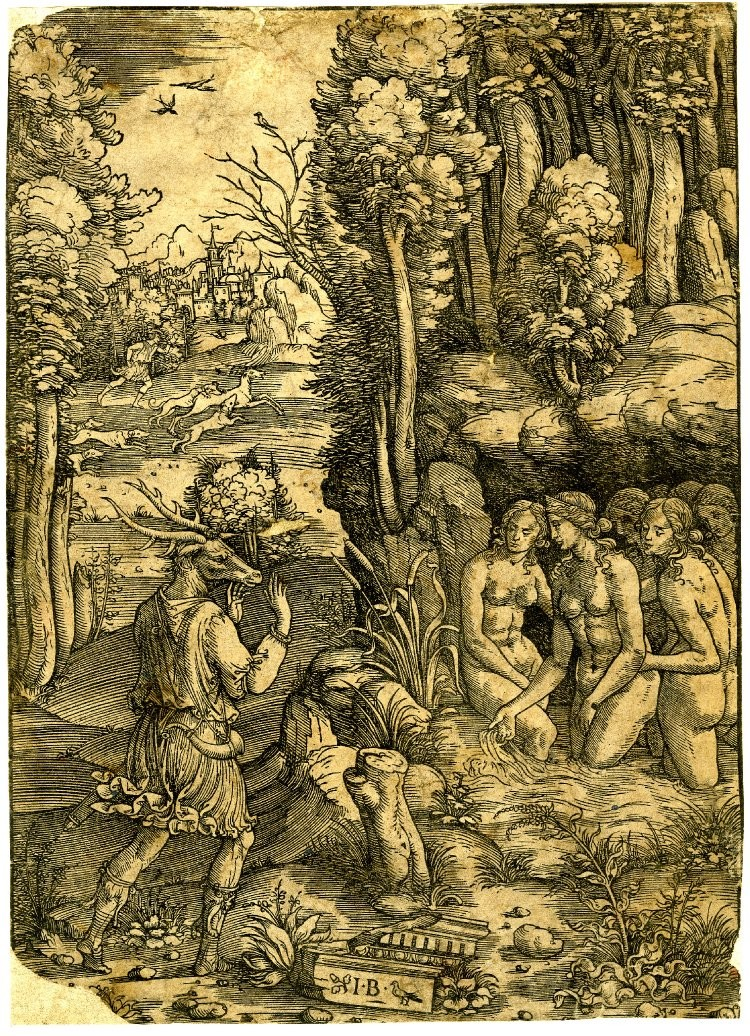
Giovanni Battista Palumba, Diana e Atteone, 1500-1515 circa

Il tema deriva dalla mitologia greca e romana e si rifà ad un episodio delle Metamorfosi di Publio Ovidio Nasone. Secondo il mito, il cacciatore Atteone, nipote di Cadmo, si imbatte inconsapevolmente in Diana (Artemide per i greci), la dea della caccia, nota per la sua castità: quest'ultima si sta facendo un bagno nuda in una sorgente con le sue compagne ninfe. Essendosi rese conto del cacciatore, le ninfe urlano e cercano di coprire la dea adirata che, per impedire che egli vada a raccontare l'accaduto, gli spruzza dell'acqua sulla testa, tramutandolo in un cervo. Non riconoscendolo, i cani da caccia di Atteone cominceranno a inseguirlo ed egli scapperà fino ad una fonte dove si accorgerà della sua metamorfosi. Infine, i suoi segugi lo raggiungeranno e lo sbraneranno.
Raffigurato raramente in epoca classica, con l'epoca rinascimentale, questo episodio ebbe maggiore fortuna, perché divenne un pretesto per raffigurare dei nudi femminili in un paesaggio naturale ricco di contrasti tonali. Atteone viene per lo più ritratto con due corna da cervo sulla fronte, con la testa mutata o a trasformazione completata. Alcuni autori si concentrarono sul momento della metamorfosi, altri (come Tiziano Vecellio) sulla scena del bagno, mentre pochi raffigurarono il culmine violento della vicenda (come in un quadro tizianesco concluso nel 1575). Un celebre esempio sono gli affreschi dipinti dal Parmigianino per la Stufetta di Diana e Atteone della Rocca Sanvitale a Fontanellato. Questo ciclo di affreschi raffigura la trasformazione del cacciatore in cervo e la sua morte cruenta. La storia era popolare nelle maioliche rinascimentali italiane.
In epoca barocca e rococò, il tema dell'assalto dei cani da caccia divenne popolare nella statuaria destinata a parchi e giardini, come il gruppo scultoreo situato nei giardini della reggia di Caserta, in Campania. Con il tempo il tema andò svanendosi lentamente, anche se non del tutto: nel 1946, la pittrice messicana Frida Kahlo trasse ispirazione da questa storia per realizzare un dipinto nel quale un cervo dal volto umano, simile al suo, fugge nella foresta trafitto da alcune frecce.

## Pittura

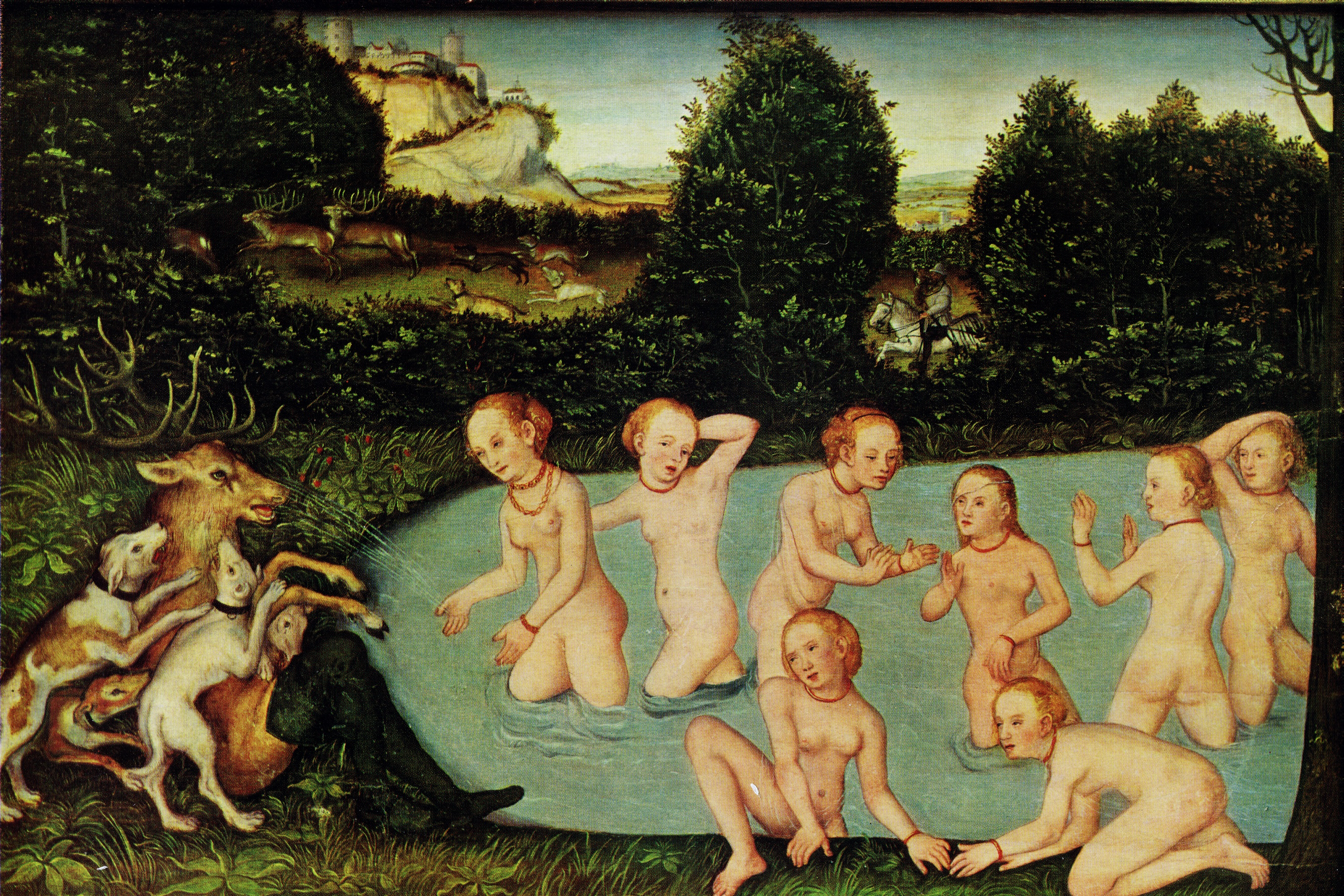
Lucas Cranach il Vecchio, Diana e Atteone, 1540 circa

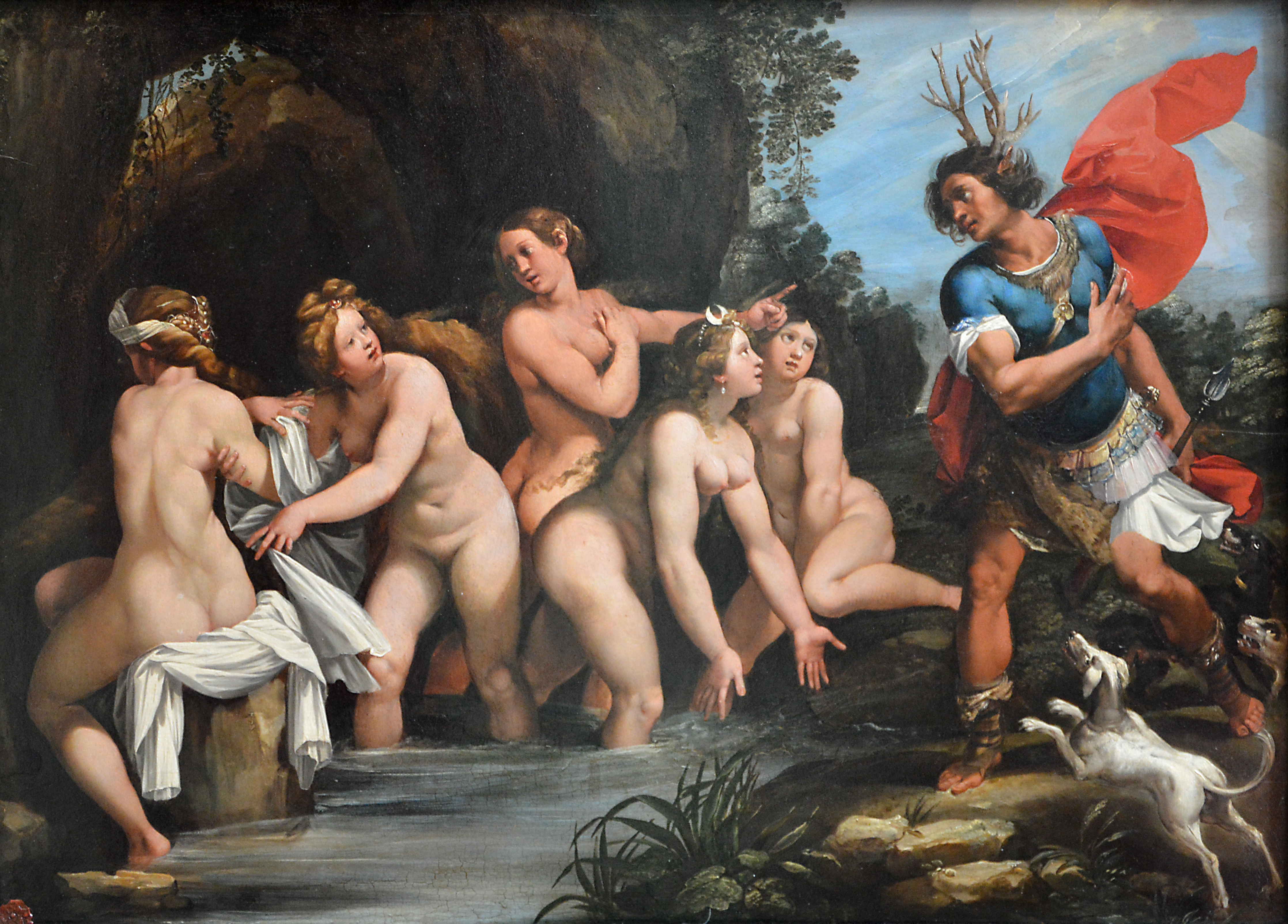
Cavalier d'Arpino, Diana e Atteone, 1603

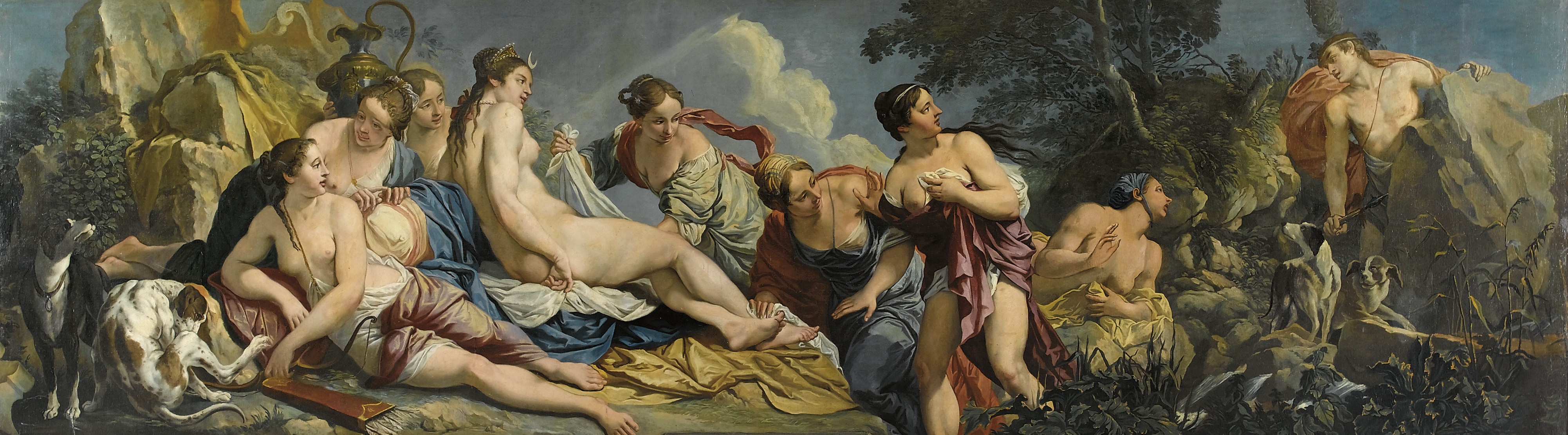
Giacomo Ceruti, Diana e le ninfe sorprese da Atteone, 1744

- Matteo Balducci, Diana e Atteone, prima metà del XVI secolo
- Parmigianino, Stufetta di Diana e Atteone, 1524
- Lucas Cranach il Vecchio, Diana e Atteone (Diana und Aktäon) ,1540 circa
- Tiziano Vecellio:
  - Diana e Atteone, 1556
  - Morte di Atteone, 1559–1575

- François Clouet, Il bagno di Diana (Le Bain de Diane), 1559-1560[5]
- Paolo Veronese, Diana e le ninfe sorprese da Atteone, tra il 1560 e il 1569[6]
- Bernaert Rijckere, Diana e Atteone (Diana en Aktaeon), 1573
- Jacopo Bassano, Diana e Atteone, tra il 1580 e il 1590
- Joseph Heintz il Vecchio, Diana e Atteone (Diana und Aktaeon), 1590 circa
- Johann Rottenhammer, Diana e Atteone (Diana und Aktaeon), tra il 1596 e il 1606
- Alessandro Turchi, Diana e Atteone, 1600 circa
- Cavalier d'Arpino: 
  - Diana e Atteone, 1602-1603
  - Diana e Atteone, 1603
- Cristoph Gertner (attribuito), Diana e Atteone (Diana und Aktaeon), tra il 1610 e il 1615
- Francesco Albani, Diana e Atteone, 1617
- Hendrick van Balen il Vecchio, Diana e Atteone (Diana en Aktaeon), 1621
- Rembrandt van Rijn, Bagno di Diana e storie di Atteone e Callisto (Das Bad der Diana mit Aktäon und Kallisto), 1634
- Michel Dorigny, Diana e Atteone (Diane et Actéon), 1635-1640
- Victor Wolfvoet il Giovane, Diana e Atteone (Diana en Aktaeon), 1639-1652
- Jacob Jordaens, Diana e Atteone (Diana en Aktaeon), 1640 circa
- Francesco Albani, Atteone trasformato in cervo, 1640 circa
- Pietro Liberi, Diana e Atteone, 1660 circa
- James Thornhill, Diana e Atteone (Diana and Actaeon), 1704-1705
- Giambattista Tiepolo, Diana e Atteone, 1720-1721[7]
- Louis Galloche, Diana e Atteone (Diane et Actéon), 1725
- Jean-François de Troy, Diana sorpresa da Atteone (Diane suprise par Actéon), 1734
- Giacomo Ceruti, Diana e le ninfe sorprese da Atteone, 1744
- Martin Johann Schmidt, Diana e Atteone (Diana und Aktaeon), 1785
- Thomas Gainsborough, Diana e Atteone (Diana and Actaeon), 1785-1788
- Andrea Appiani, Diana e Atteone, 1801 circa[8]
- Roman Maksimovič Volkov, Diana, circondata dalle ninfe, e Atteone (Diana, okružennaja nimfami, i Akteon), 1810 circa
- Hermann Steinfurth, Diana sorpresa da Atteone a farsi il bagno (Diana wird von Aktäon im Bade überrascht), 1847
- Henryk Siemiradzki, Diana e Atteone (Diana i Akteon), 1886
- Zygmunt Waliszewski, Diana e Atteone (Diana i Akteon), 1935

## Disegno
- Hans Speckaert, Diana e Atteone (Diana en Aktaeon), prima del 1577
- Théodore Chassériau, Diana e Atteone (Diane et Actéon), 1840

## Scultura

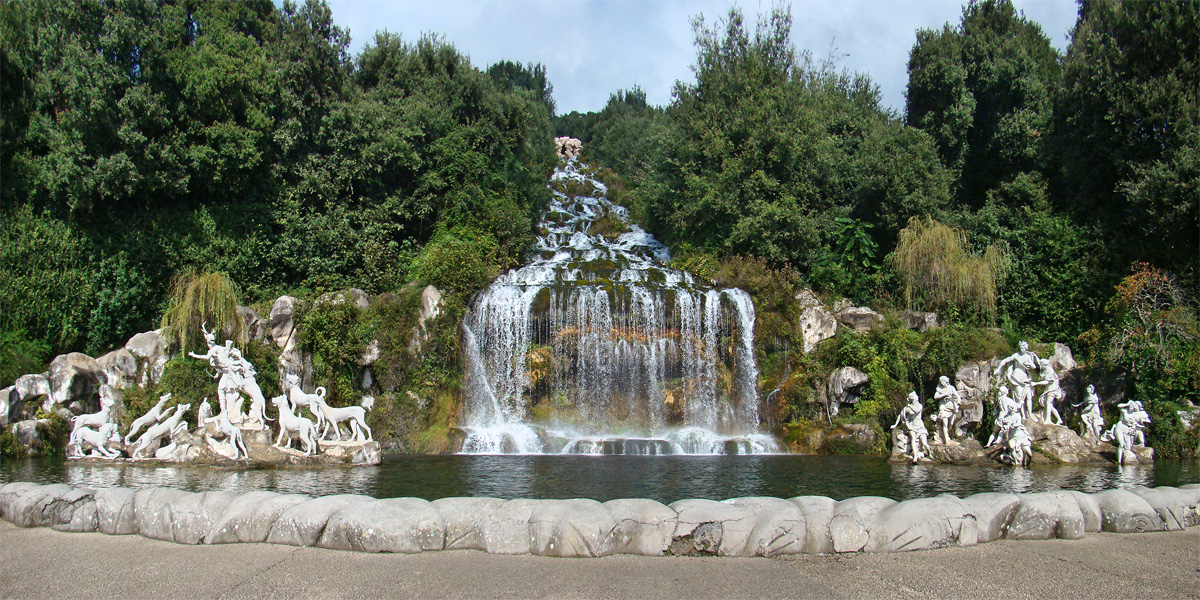
Fontana di Diana e Atteone, seconda metà del XVIII secolo

- Francesco Mosca, Rilievo di Diana e Atteone, 1554-1564 circa
- Pietro Solari, Paolo Persico e Angelo Brunelli,[9] sculture dalla Fontana di Diana e Atteone della Reggia di Caserta, seconda metà del XVIII secolo
- Libero Andreotti, Diana e Atteone, 1913-1914
- John Paddison, Diana e Atteone (Diana and Actaeon), 1990-1997[10]